# 丹尼·簡斯拿
丹尼爾·簡斯拿·羅德列基斯（Daniel Cancela Rodríguez，1981年9月23日—），生於西班牙拉科魯尼亞，已退役西班牙裔香港足球運動員，司職左後衛或中堅，擁有國際商業與法律及傳理系共三個學位。丹尼於2010年7月來港加盟傑志，並為球會贏盡本地錦標，至2017年10月3日在港住滿七年後成功申請香港特區護照，繼而首度入選香港代表隊，曾效力香港超級聯賽球會傑志。

## 球會生涯
丹尼生於西班牙拉科魯尼亞加利西亞，為當地西甲球會拉科魯尼亞的青訓產品，效力B隊期間曾短時間擔任隊長，並於6季內共取得13個入球，亦曾提升至拉科魯尼亞一隊預備組，
到2004年外借至業餘球會馬比卡，在2006年7月加盟富恩勒比達，再在2008年7月轉會盧高，到2010年7月，丹尼獲時任傑志教練兼同鄉甘巴爾邀請與同鄉佐迪與盧比度和列斯奧來港發展，是少有在港的閘位外援球員，而首季即為傑志相隔47年後奪得球會史上首個甲組聯賽冠軍，翌季再度為球會奪得甲組聯賽與聯賽盃以及足總盃三項冠軍，
到2012年7月29日他於對英超球會阿仙奴的賽馬會慈善信託基金挑戰盃中，右腳補射掛網，最終協助傑志以2–2賽和對手，直到2013年12月22日，丹尼終在以5–1擊敗愉園的聯賽，取得來港以來首個聯賽入球，而季尾更協助傑志奪得最後一屆聯賽冠軍，其後丹尼在2016年10月22日以3–1擊敗香港飛馬的聯賽，交出一助攻及取得加盟球會以來的第五個入球。
至2017年10月，丹尼居港住滿七年後成功領取香港特區護照轉為本地球員資格，而原本需要入籍一年後才能以本地球員身份出戰亞冠盃的丹尼，於2018年1月獲亞洲足協改制和確認後符合本地球員資格，首度出戰亞洲最頂級的球會聯賽亞冠盃分組賽。
2022年8月，丹尼在亞冠盃16強淘汰賽上陣，亦都成為傑志生涯第250場賽事，賽後宣布退役。

## 國際賽生涯
丹尼與列斯奧以及佐迪於2017年8月尾就在港住滿七年成為香港永久性居民，並於9月初決定申請放棄西班牙國籍並申請香港特區護照，到10月1日，他們接獲入境事務處書面通知於10月3日便可領取香港特區護照，而同日由於香港代表隊有三名球員因傷及私人理由退隊，使時任香港隊主教練金判坤隨即徵召丹尼與列斯奧和佐迪三人補選入香港代表隊，出戰對老撾國家隊的友賽，以及10月10日對馬來西亞國家隊的亞洲盃外圍賽決選23名球員名單，而他於10月5日主場對老撾國家隊的國際友誼賽，正選登場，首度代表香港代表隊於國際A級賽亮相，結果踢足全場下協助香港大勝4–0。

## 球場以外
丹尼與妻子Maria於2009年結婚，到2010年兩人來港發展，而長子Iago在西班牙出生，但一直在香港生活，而幼子Roque就在香港出生，丹尼擁有國際商業與法律及傳理系共三個學位，他早年於西班牙時一直都希望修讀新聞學，不過家鄉的拉科魯尼亞大學並沒這課程，惟有讀法律，加上由於要兼顧踢足球，常與考試撞期下，他比一般人多花了兩年於1999至2006年完成法律學士課程，更成為註冊律師，到2006年，他到馬德里發展才於胡安卡洛國王大學修讀新聞學，至2010年畢業，而到港後，仍然非常好學，繼續修讀其傳理系學位，至2012年畢業，期間亦曾為地區體育報及網上媒體撰稿，
直到2014年9月，由於丹尼大學講師正是西班牙大報《ABC報》總監，所以當時丹尼就寄了其履歷給教授，看看他們是否需要其幫忙，到大約1個星期後《ABC報》就聯絡丹尼，希望他可以替他們寫新聞，報道香港的社會大事，展開其自由撰稿人生涯，卻在開始後不久遇上了雨傘運動，而他亦堅持親身到佔領區採訪，與該處的人交談，拒絕依賴香港媒體的二手消息，期間在2014年末以西班牙語為《ABC報》報導在香港發生持續多天的佔領運動，不過植根香港後，丹尼已放棄全職記者的夢想，因為在港當記者並不容易，既有語言隔閡，他們又不需要外地記者。

## 國際賽事紀錄
- 僅列出國際A級比賽

| 上陣次數 | 時間           | 地點                  | 對手       | 比數 | 賽事性質                   | 入球 (累計) |
| -------- | -------------- | --------------------- | ---------- | ---- | -------------------------- | ----------- |
| 1        | 2017年10月5日  | 香港 旺角大球場       |            | 4–0  | 國際友誼賽                 | 0 (0)       |
| 2        | 2017年10月10日 | 香港 香港大球場       | 马来西亚   | 2–0  | 2019年亞洲盃外圍賽第三輪   | 0 (0)       |
| 3        | 2017年11月9日  | 香港 旺角大球場       | 巴林       | 0–2  | 國際友誼賽                 | 0 (0)       |
| 4        | 2017年11月14日 | 香港 香港大球場       | 黎巴嫩     | 0–1  | 2019年亞洲盃外圍賽第三輪   | 0 (0)       |
| 5        | 2018年3月27日  | 朝鮮 金日成競技場     |            | 0–2  | 2019年亞洲盃外圍賽第三輪   | 0 (0)       |
| 6        | 2018年10月11日 | 香港 旺角大球場       | 泰國       | 0–1  | 國際友誼賽                 | 0 (0)       |
| 7        | 2018年10月16日 | 印尼 威巴瓦穆蒂運動場 | 印度尼西亞 | 1–1  | 國際友誼賽                 | 0 (0)       |
| 8        | 2018年11月11日 | 臺灣 臺北田徑場       | 中華臺北   | 2–1  | 2019年東亞足球錦標賽第二圈 | 0 (0)       |
| 9        | 2018年11月13日 | 臺灣 臺北田徑場       |            | 0–0  | 2019年東亞足球錦標賽第二圈 | 0 (0)       |
| 10       | 2018年11月16日 | 臺灣 臺北田徑場       | 蒙古国     | 5–1  | 2019年東亞足球錦標賽第二圈 | 0 (0)       |
| 11       | 2019年6月11日  | 香港 旺角大球場       | 中華臺北   | 0–2  | 國際友誼賽                 | 0 (0)       |
| 12       | 2019年9月5日   | 柬埔寨 奧林匹克體育場 | 柬埔寨     | 1–1  | 2022年世界盃亞洲區外圍賽   | 0 (0)       |
| 13       | 2019年9月10日  | 香港 香港大球場       | 伊朗       | 0–2  | 2022年世界盃亞洲區外圍賽   | 0 (0)       |
| 14       | 2019年10月10日 | 伊拉克 巴士拉體育城   | 伊拉克     | 0–2  | 2022年世界盃亞洲區外圍賽   | 0 (0)       |
| 15       | 2019年11月19日 | 香港 香港大球場       | 柬埔寨     | 2–0  | 2022年世界盃亞洲區外圍賽   | 0 (0)       |

## 榮譽
傑志
- 香港超級聯賽冠軍（2014–15、2016–17、2017–18、2019–20、2020–21季度）
- 香港甲組足球聯賽冠軍（2010–11、2011–12、2013–14季度）
- 香港聯賽盃冠軍（2011–12、2014–15季度）
- 香港足總盃冠軍（2011–12、2012–13、2014–15、2016–17、2017–18季度）
- 香港高級組銀牌冠軍（2016–2017季度）
- 香港菁英盃冠軍（2017–18、2019–20季度）
- 香港社區盃冠軍（2017年）

香港聯賽選手隊
- 香港賀歲盃冠軍（2016年）

個人
- 香港足球明星選舉 最佳11人（2011–12、2012–13季度）

## 外部連結
- Transfermarkt（页面存档备份，存于）
- Soccerway資料庫（页面存档备份，存于）
- 香港足球總會網頁球員註冊資料（页面存档备份，存于）